# Франкфурт-Егельсбах
Франкфурт-Егельсбах (нім. Flugplatz Frankfurt-Egelsbach) (ICAO: EDFE) — аеропорт загальної авіації, розташований поблизу Егельсбаха, міста в німецькій землі Гессен. 
Розташований за 10 км на південний схід від аеропорту Франкфурта.
Немає регулярних рейсів до/з аеропорту Франкфурт-Егельсбах.

## Історія
Аеропорт був відкритий у 1955 році з єдиною трав'яною злітно-посадковою смугою. 
Він став популярним, і до 1957 року вже мав авіатрафік 37 000 зльотів/посадок на рік. 
Завдяки цьому в 1966 році була побудована асфальтова смуга, а до 1977 року кількість зльотів/посадок зросла до 126 000 на рік. 
У 2007 році було здійснено близько 77 000 зльотів/посадок, що зробило його найзавантаженішим аеропортом авіації загального призначення в Німеччині.
Щоб дозволити приземлятися більшим літакам, у 2004 році було розпочато розширення злітно-посадкової смуги, що збільшило її довжину до поточних 1400 м. 
У травні 2009 року компанія NetJets Europe оголосила про намір придбати аеропорт.
Сьогодні NetJets володіє 80% летовища (інші 20% належать місцевій владі Егельсбаха та Лангена) і має намір запровадити процедури IFR в аеропорту, включаючи підхід ILS. 
Також планується подовжити злітно-посадкову смугу ще на 270 м та збільшити ширину на 5 м. 